# Paromòmids
Els paromòmids (Paromomyidae) són una família extinta de primats que visqueren a Europa i Nord-amèrica des del Paleocè inferior fins a l'Eocè superior, fa entre 33,9 i 63,8 milions d'anys. Se n'han trobat restes fòssils al Canadà, Espanya (incloent-hi la Noguera), els Estats Units, França, Portugal, el Regne Unit i la Xina. Eren plesiadapiformes de mida petita a mitjana, amb un pes de 160 g en el cas del gènere Arcius i 150-500 g en el cas de Phenacolemur. La morfologia de les dents molars indica que eren herbívors. Així com sembla clar que eren arborícoles, es debat si eren animals planadors o no.